# Taeniodera malabariensis
Taeniodera malabariensis är en skalbaggsart som beskrevs av Hippolyte Louis Gory och Achille Rémy Percheron 1833. Taeniodera malabariensis ingår i släktet Taeniodera och familjen Cetoniidae. Utöver nominatformen finns också underarten T. m. simillima.